# Lindernia mułowa
Lindernia mułowa (Lindernia procumbens (Krock.) Borbás) – gatunek roślin z rodziny linderniowatych (Linderniaceae). Występuje w południowej i środkowej Europie oraz na znacznej części Azji. W Polsce rzadki. Po 1980 r. potwierdzono tylko 9 stanowisk, położonych na południu i południowym zachodzie.

## Morfologia

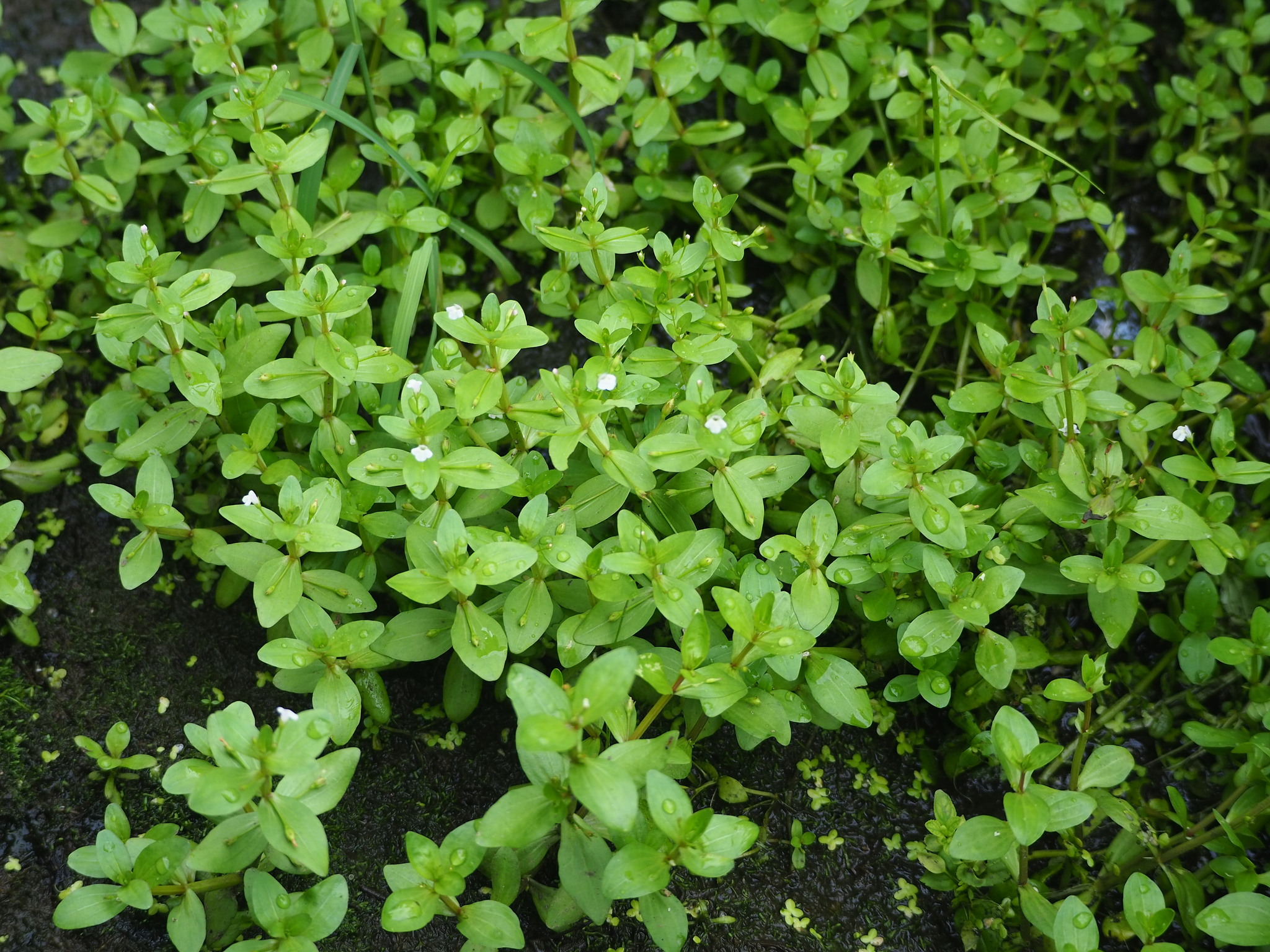
Pokrój

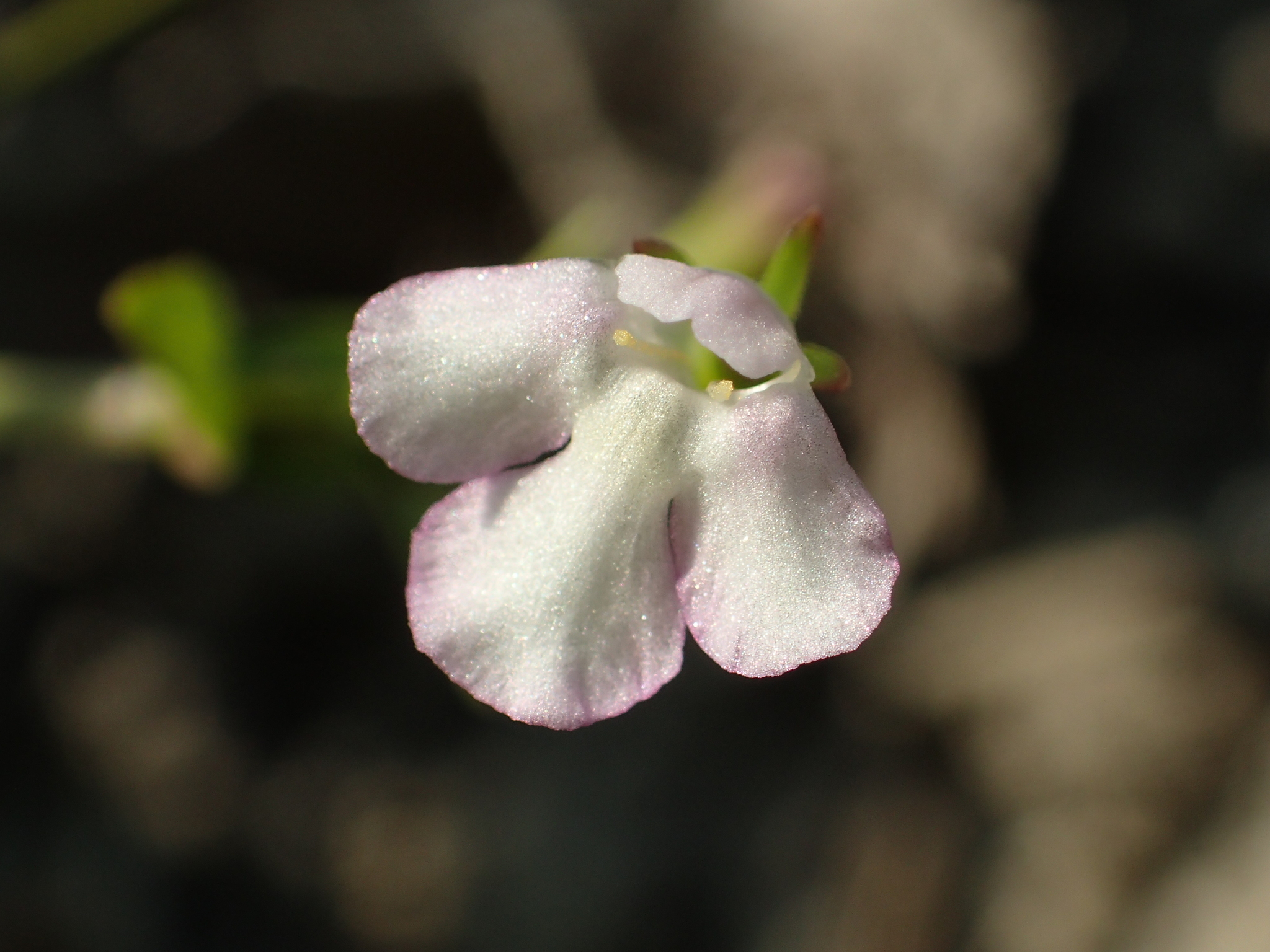
Kwiat

ŁodygaRozesłana, gałęzista, do 25 cm długości.
LiścieSiedzące, naprzeciwległe, eliptycznojajowate, zaostrzone.
KwiatyPojedynczo w kątach liści, na długich szypułkach. Działki kielicha drobno, rzęsowato piłkowane.

## Biologia i ekologia
Roślina jednoroczna o bardzo krótkim okresie wegetacji. Kwitnie w lipcu i sierpniu. Rośnie najczęściej na dnach wysychających stawów. Gatunek charakterystyczny zespołu Eleocharetum ovatae.

## Zagrożenia i ochrona
Roślina objęta w Polsce ścisłą ochroną gatunkową.
Kategorie zagrożenia:
- Kategoria zagrożenia w Polsce według Czerwonej listy roślin i grzybów Polski (2006)[8]: V (narażony na wyginięcie); 2016: EN (zagrożony)[9].
- Kategoria zagrożenia w Polsce według Polskiej czerwonej księgi roślin (2001): CR (critical, krytycznie zagrożony); 2014: EN (zagrożony)[10].